# Cristián Tapia
Cristián Omar Tapia Vera (Chile, 10 de diciembre de 1975) es un exfutbolista chileno. Jugaba de volante ofensivo. Inició su carrera en 1994 en Cobresal, club donde estuvo por más de 10 años y donde es reconocido como gran jugador histórico del club. También jugó en Santiago Wanderers y Deportes Puerto Montt. Actualmente está retirado

## Clubes
| Club                  | País  | Año       |
| --------------------- | ----- | --------- |
| Cobresal              | Chile | 1994-2004 |
| Santiago Wanderers    | Chile | 2005      |
| Cobresal              | Chile | 2005      |
| Deportes Puerto Montt | Chile | 2006      |